# Битка при Криволак (1913)
 Тази статия е за битката през Междусъюзническата война.  За битката през Първата световна вижте Битка при Криволак (1915).  
Битката при Криволак от 19 – 21 юни 1913 година е битка от Междусъюзническата война, в която българските войски (части от 2-ра Тракийска и 3-та Балканска дивизия) нанасят тежко поражение на сръбската Тимошка дивизия II призив. Победата не е използвана от българското командване за обрат в по-обхватните операции в поречието на Брегалница, които водят до общо отстъпление на българските войски в края на същия месец.

## Терен и разположение на противниците
Битката се състои в периметъра между река Брегалница (при устието на притока ѝ Крива Лакавица) на север и завоя на Вардар при село Криволак на юг. Тимошката дивизия II призив заема за отбрана северните и западните склонове на Серта планина и района на железопътната станция Криволак. Началникът ѝ – полковник Драгутин Милутинович, разполага с три пехотни полка (13-и, 14-и и 15-и), артилерийски и други части, заемащи три реда окопи по стръмнините западно от Крива Лакавица. В началото на бойните действия – на 17 и 18 юни, българите настъпват на широк фронт, изтласквайки сърбите от селата Патрик и Драгоево и от подстъпите на Криволак. По заповед на върховното командване, което, на свой ред, действа под натиска на правителството на Стоян Данев, настъплението е преустановено на 18 юни, което дава на сърбите време да преустроят отбраната си.

## Развой на битката

### Боеве на 19 юни
Битката при Криволак започва на 19 юни сутринта, след като Сърбия и Гърция отхвърлят опити на българското правителство за спиране на конфликта. Привечер същия ден, съгласно плана на командващия 2-ра Тракийска дивизия полковник Димитър Гешов, части от втора бригада на дивизията (27-и Чепински и 28-и Стремски пехотен полк) щурмуват височините източно от селата Пепелище и Криволак и, с цената на около 450 убити и ранени, нанасят поражение на укрепилия се там сръбски 14-и полк, който дава близо 700 пленници. Появата на четири батальона от Доброволческата бригада, прехвърлени от сръбското командване с влак от Скопие до Криволак, не внася желания от сърбите обрат в битката.

### Боеве на 20 юни
На 20 юни сръбската отбрана край Криволак е временно стабилизирана. Командирът на Тимошката дивизия успява да реорганизира разбитите при Пепелище части, като ги разполага вдясно от Вардар и на надвисналия над левия бряг на реката Орло баир. Разположените на този рид сръбски картечници и артилерия задържат българското настъпление.
На същия ден действащите в центъра 21-ви Средногорски полк и части от 9-и Пловдивски полк под общото командване на полковник Владимир Серафимов нападат сръбските окопи при село Шеоба. Боят продължава от 3 ч. сутринта до 10 ч. вечерта без успех за българите.
Безрезултатни са и българските атаки при Драгоево, които целят разбиване на северния фланг на Тимошката дивизия и прекъсване на пътя ѝ за отстъпление към Велес. Ключовите височини в района са овладени от 11-и Сливенски полк още на 18 юни, но по-късно напуснати без бой, поради недоразумение – командващият първа бригада от 3-та Балканска дивизия, на чието подчинение е полкът, го изтегля, воден от неоснователни опасения за сръбско напредване в района на Щип. Повторната атака на 20 юни край Драгоево не сполучва, поради преумората на войниците и демонстрациите на два сръбски конни полка, които прекосяват за кратко Брегалница край село Софилари, във фланг на бригадата.
Въпреки успешната отбрана, Тимошката дивизия остава изолирана със своите девет батальона и с шестте батальона от Доброволческата бригада далеч на юг от основните сръбски сили, действащи оттатък Брегалница срещу Щип и Кочани. Призивите на полковник Милутинович към прекия му началник – командира на 3-та армия генерал Божидар Янкович, за по-голяма подкрепа остават напразни.

### Боеве на 21 юни
На 21 юни българите постигат решителни пробиви във фланговете на сръбската отбрана.
Атаката на Орло баир започва през нощта с четири дружини от 28-и, 27-и и 49-и полк. Под прикритието на тъмнината българските войници изкатерват склона без големи загуби, но на платото попадат под кръстосан обстрел. Сърбите са разбити след третата атака на нож. Боят приключва на разсъмване с овладяване на рида от българите.
Боят при Драгоево също започва през нощта, но се проточва по-дълго. Сърбите в състав от три батальона оказват най-сериозна съпротива на височината Щъркелево. Заградени от три страни от седемте дружини на 9-и и 11-и полк, те отстъпват по обед на 21 юни.
Тези неуспехи водят до общо отстъпление на Тимошката дивизия към Градско и Велес. Българите не ги преследват, поради умората, претърпените загуби и грешките на бригадните командири.

## Резултати
При Криволак българите пленяват близо 2900 сръбски войници и офицери, 18 оръдия и други материали. Те обаче не успяват да развият стратегически успеха си в посока към Велес и Скопие, поради недостиг на свежи войски.
Българският успех е локално ограничен, но се отразява върху развитието на Брегалнишкото сражение като цяло. В същия ден, в който приключват боевете край Криволак, сърбите разбиват българската 7-а дивизия при Кочани. Сръбското командване обаче спира настъплението, стреснато от разгрома на Тимошката (II) дивизия на южния си фланг.